# Atletismo nos Jogos Sul-Asiáticos de 2006
As competições de atletismo nos Jogos Sul-Asiáticos de 2006 ocorreram entre 24 e 27 de agosto. Trinta e cinco eventos foram disputados.

## Calendário
| Agosto    | 14 | 16 | 17 | 18 | 19 | 20 | 21 | 22 | 23 | 24 | 25 | 26 | 27 | 28 | Finais |
| --------- | -- | -- | -- | -- | -- | -- | -- | -- | -- | -- | -- | -- | -- | -- | ------ |
| Atletismo |    |    |    |    |    |    |    |    |    | 10 | 14 | 10 | 1  |    | 35     |

## Quadro de medalhas
| Ordem | País        | Medalha de ouro | Medalha de prata | Medalha de bronze |     |
| ----- | ----------- | --------------- | ---------------- | ----------------- | --- |
| 1     | Índia       | 15              | 14               | 15                | 44  |
| 2     | Sri Lanka   | 14              | 12               | 7                 | 33  |
| 3     | Paquistão   | 3               | 5                | 12                | 20  |
| 4     | Nepal       | 2               | 2                |                   | 4   |
| 5     | Bangladesh  | 1               | 2                |                   | 3   |
| 6     | Afeganistão |                 |                  | 1                 | 1   |
| TOTAL | TOTAL       | 35              | 35               | 35                | 105 |

## Medalhistas
Masculino
| Evento                | Ouro                                           | Prata                                        | Bronze                                  |
| 100 m                 | SRI Sri Lanka Ranapathi Dewage Umanga Surendra | IND Índia Anil Kumar Prakash                 | IND Índia Jagdish Basak                 |
| 200 m                 | SRI Sri Lanka Rohan Pradeep Kumara             | IND Índia Vishal Saxena                      | PAK Paquistão Muhammad Imran            |
| 400 m                 | SRI Sri Lanka Rohan Pradeep Kumara             | SRI Sri Lanka Prasanna Amarasekara           | PAK Paquistão Sagheer Ahmed Rana        |
| 800 m                 | IND Índia Franics Sagayaraj Pathil             | SRI Sri Lanka S Suresh D M Abeynayaka        | SRI Sri Lanka W G Anura Kumara Waliwita |
| 1500 m                | IND Índia Hamza Chatholi                       | SRI Sri Lanka Chaminda Wijekoon              | SRI Sri Lanka P H Chamal                |
| 5000 m                | NEP Nepal Rajendra Bhandari                    | IND Índia S Kumar Singh                      | PAK Paquistão Nowshad Khan              |
| 10000 m               | IND Índia Surendra Singh                       | IND Índia Ragunath Sadasivam                 | SRI Sri Lanka Ajantha Mahalingama       |
| 110 m com barreiras   | BAN Bangladesh M D Mahfuzur Rahman             | PAK Paquistão Muhammad Sajjad                | PAK Paquistão Abdul Rashid              |
| 400 m com barreiras   | PAK Paquistão Allah Ditta                      | SRI Sri Lanka M Asoka Jayasundara            | IND Índia Joseph Abraham                |
| 4x100 m               | IND Índia                                      | PAK Paquistão                                | AFG Afeganistão                         |
| 4x400 m               | SRI Sri Lanka                                  | IND Índia                                    | PAK Paquistão                           |
| 3000 m com obstáculos | NEP Nepal Rajendra Bhandari                    | IND Índia Om Prakash                         | IND Índia Rama Bahadur Subba            |
| Salto em distância    | IND Índia Wayne Peppin                         | SRI Sri Lanka M H Nayana Prasad Dharmarathna | PAK Paquistão Muhammad Riaz             |
| Salto triplo          | SRI Sri Lanka S D Chaminda Sampath             | PAK Paquistão Waseem Khan                    | IND Índia Bibu Mathew                   |
| Salto em altura       | SRI Sri Lanka W P Manjula Kumara               | IND Índia G Benadict Starli                  | SRI Sri Lanka A D Nalin Rathnasiri      |
| Salto com vara        | PAK Paquistão Muhammad Ayub                    | PAK Paquistão Muhammad Jaffer                | IND Índia Vadivelu                      |
| Lançamento de dardo   | SRI Sri Lanka K H Kinsly Gunathilaka           | IND Índia Sunil Goswami                      | PAK Paquistão Muhammad Arfan            |
| Arremesso de peso     | IND Índia Sourab Vij                           | IND Índia Kuldeep Maan                       | PAK Paquistão Ashraf Ali                |
| Arremesso de disco    | PAK Paquistão Basharat Ali                     | IND Índia Amritpal Singh                     | IND Índia Harpreet Singh                |
| Maratona              | SRI Sri Lanka Ajith Bandara                    | NEP Nepal Arjun Kumar Basnet                 | IND Índia L Binning                     |

Feminino
| Evento              | Ouro                                        | Prata                                             | Bronze                                          |
| 100 m               | SRI Sri Lanka Susanthika Jayasinghe         | SRI Sri Lanka Jani Chathurangani                  | PAK Paquistão Sadaf Siddique                    |
| 200 m               | SRI Sri Lanka Susanthika Jayasinghe         | SRI Sri Lanka H P Sujani Buddika                  | IND Índia Poonam Tomar                          |
| 400 m               | IND Índia Pinki Paramanik                   | SRI Sri Lanka P D Menaka Priyanthi Wickramasinghe | SRI Sri Lanka W A Lasanthi Deepika Jayawardena  |
| 800 m               | IND Índia Pinki Paramanik                   | IND Índia Santhi Soundarajan                      | PAK Paquistão Bushra Praveen                    |
| 1500 m              | IND Índia Santhi Soundarajan                | IND Índia Sinimole Paulose                        | SRI Sri Lanka D A Shanika Samanmali             |
| 5000 m              | IND Índia O P Jaisha                        | SRI Sri Lanka Inoka Dalugoda Arachchi             | IND Índia Preeja Sreedharan                     |
| 10000 m             | IND Índia Preeja Sreedharan                 | NEP Nepal Kanchhi Koju                            | IND Índia Preethi Varavani                      |
| 100 m com barreiras | IND Índia Anuradha Biswal                   | BAN Bangladesh Sumita Rani                        | IND Índia Poonam Bejanna Berera                 |
| 4x100 m             | SRI Sri Lanka                               | IND Índia                                         | PAK Paquistão                                   |
| 4x400 m             | IND Índia                                   | SRI Sri Lanka                                     | PAK Paquistão                                   |
| Salto em distância  | IND Índia Anju Bobby George                 | BAN Bangladesh Foujia Huda                        | SRI Sri Lanka N Chamali Dilrukshi Priyadafshani |
| Salto em altura     | SRI Sri Lanka Dulanjalee Ranasinghe         | SRI Sri Lanka L G Tharanga Vinidini               | IND Índia Tessymol Joseph                       |
| Lançamento de dardo | SRI Sri Lanka B L Nadeeka Lakmali           | SRI Sri Lanka K Anne Maheshi de Silva             | IND Índia Gurmeet Kaur                          |
| Arremesso de peso   | IND Índia Saroj Sihag                       | SRI Sri Lanka Nadeeka Muthunayaka                 | PAK Paquistão Zeenat Parveen                    |
| Arremesso de disco  | SRI Sri Lanka S L Padma Nandani Wijesundara | IND Índia Saroj Sihag                             | IND Índia Priyanka Bhanot                       |